# Orazio Rancati
Orazio Rancati (ur. 9 marca 1940 w Morbegno, zm. 17 października 2023 w Sondrio) – włoski piłkarz, występujący podczas kariery na pozycji pomocnika.

## Kariera klubowa
Karierę piłkarską Orazio Rancati rozpoczął w Interze Mediolan w 1958. W Interze zadebiutował w Serie A 18 października 1959 w wygranym 2-0 meczu z Fiorentiną. Ostatni raz w barwach czarno-niebieskich wystąpił 3 maja 1961 w przegranym 0-1 meczu półfnałowym Pucharu Miast Targowych z angielskim Birmingham City. W Interze rozegrał 13 spotkań (11 w lidze, 1 w europejskich pucharach i 1 w Pucharze Włoch) oraz strzelił 4 bramki (wszystkie w lidze). Sezon 1960/61 zakończył w barwach drugoligowej Genoi. W sezonie 1961/62 był zawodnikiem drugoligowej Reggiany, a 1962/1963 czwartoligowego Civitanovese Calcio.
Lata 1963–1965 spędził w drugoligowej Triestinie, 1965-1967 w trzecioligowej Cesenie, a 1967-1969 w czwartoligowej Imoli. W 1969 został zawodnikiem czwartoligowego Parmense.poi Parma, z którym rok później awansował do Serie C. Karierę zakończył w Sondrio Calcio.
| Sezon   | Klub                | Kraj   | Rozgrywki | Mecze | Bramki |
| ------- | ------------------- | ------ | --------- | ----- | ------ |
| 1958/59 | Inter Mediolan      | Włochy | Serie A   | 0     | 0      |
| 1959/60 | Inter Mediolan      | Włochy | Serie A   | 11    | 4      |
| 1960/61 | Inter Mediolan      | Włochy | Serie A   | 0     | 0      |
| 1960/61 | Genoa CFC           | Włochy | Serie B   | 3     | 0      |
| 1961/62 | AC Reggiana 1919    | Włochy | Serie B   | 6     | 1      |
| 1962/63 | Civitanovese Calcio | Włochy | Serie IV  | 29    | 2      |
| 1963/64 | Triestina Calcio    | Włochy | Serie B   | 26    | 4      |
| 1964/65 | Triestina Calcio    | Włochy | Serie B   | 12    | 1      |
| 1965/66 | AC Cesena           | Włochy | Serie C   | 28    | 2      |
| 1966/67 | AC Cesena           | Włochy | Serie C   | 30    | 1      |
| 1967/68 | Imolese Calcio 1919 | Włochy | Serie D   | ?     | ?      |
| 1968/69 | Imolese Calcio 1919 | Włochy | Serie D   | ?     | ?      |
| 1969/70 | Parmense.poi Parma  | Włochy | Serie D   | 33    | 14     |
| 1970/71 | Parma F.C.          | Włochy | Serie B   | 33    | 18     |
| 1971/72 | Parma F.C.          | Włochy | Serie C   | 29    | 8      |
| 1972/73 | AC Asti             | Włochy | Serie D   | 21    | 1      |

## Kariera reprezentacyjna
Orazio Rancati ma za sobą występy w olimpijskiej reprezentacji Włoch. W 1960 roku pojechał na Igrzyska Olimpijskie, na których Włochy zajęły czwarte miejsce. Na turnieju we Włoszech wystąpił w meczach z Brazylią i Jugosławią.